# Hoobastank (álbum)
Hoobastank es el primer álbum de estudio la banda de rock alternativo con el mismo nombre Hoobastank. El álbum resultó ser álbum de la brecha de la banda.

## Producción
El álbum también resultó ser el primer álbum de la banda de utilizar un sonido post-grunge más que un sonido Punk Funk metal y ska que era el uso en su primer álbum independiente y sus anteriores comunicados independientes. Aunque el álbum es sobre todo lleno en gran medida con un post-grunge y un sonido de rock alternativo, este es su único disco para tomarse unas influencias nu metal. Los tres sencillos del álbum contienen nu metal influido pero muy pocas canciones tienen este sonido y aunque, el álbum cuenta con ningún rap, sí cuenta con algunas líneas vocales-rap como llenan gran parte con gritos rápido en la mayoría de las veces. Fue lanzado el 20 de noviembre de 2001 por Island Records. Tres singles fueron lanzados, "Crawling in the Dark", "Running Away", y "Remember Me". Desde entonces ha sido certificado disco de platino en los Estados Unidos.

## Listado de canciones
| N.º | Título                 | Escritor(es)                     | Duración |  |
| 1.  | «Crawling in the Dark» | Daniel Estrin, Douglas Robb      | 2:55     |  |
| 2.  | «Remember Me»          | Estrin, Robb                     | 3:34     |  |
| 3.  | «Running Away»         | Estrin, Robb                     | 2:58     |  |
| 4.  | «Pieces»               | Estrin, Robb, Markku Lappalainen | 3:15     |  |
| 5.  | «Let You Know»         | Estrin, Robb                     | 3:39     |  |
| 6.  | «Better»               | Lappalainen, Robb                | 2:53     |  |
| 7.  | «Ready for You»        | Estrin, Robb                     | 3:07     |  |
| 8.  | «Up and Gone»          | Lappalainen, Robb                | 3:21     |  |
| 9.  | «Too Little Too Late»  | Estrin, Robb                     | 3:15     |  |
| 10. | «Hello Again»          | Lappalainen, Robb                | 3:02     |  |
| 11. | «To Be With You»       | Lappalainen, Robb                | 4:02     |  |
| 12. | «Give It Back»         | Estrin, Robb                     | 2:58     |  |

| Japanese bonus track |                  |          |  |
| N.º                  | Título           | Duración |  |
| 13.                  | «Losing My Grip» | 3:55     |  |
| 14.                  | «The Critic»     | 4:15     |  |

## Posiciones
| Listas (2001)                | Puesto |
| ---------------------------- | ------ |
| Australian Albums Chart      | 21     |
| UK Albums Chart              | 96     |
| US Billboard 200             | 25     |
| US Billboard Top Heatseekers | 1      |

## Personal
- Doug Robb - Vocalista
- Dan Estrin - Guitarra
- Markku Lappalainen - Bajo
- Chris Hesse - Batería